# Jean Normand
Pour les articles homonymes, voir Normand (homonymie).
Jean Normand est un ancien joueur de rugby à XV.
Il est né le 11 décembre 1934 à Gramat (Lot) et mort le 12 novembre 2016 à Proissans (Dordogne). Avec 1,85 m pour 100 kg, son poste de prédilection était deuxième ligne.

## Carrière de joueur

### En club
- CA Brive
- SC Tulle
- CA Sarlat

## Palmarès

### En club
Avec le CA Brive
- Champion de France de première division :
  - Vice-champion (1) :  1965